# Janko Bedeković
Janko Bedeković (Zaprešić, 15. srpnja 1884. – Zagreb, 9. travnja 1938.), bio je pravnik, upravnik zagrebačke policije, zloglasni proganjatelj i zlostavljač političkih uhićenika.

## Životopis
Janko Bedeković rođen je u Zaprešiću 1884. godine. Podrijetlom je iz turopoljske plemićke obitelji Bedeković Kobilički koja se spominje već od polovice 16. stoljeća. Osnovnu školu i gimnaziju polazio je u Zagrebu gdje je završio i studij prava. Stupio je prije Prvoga svjetskog rata u redarstvenu službu kao inspektor. Početkom Prvoga svjetskog rata postao je poznat po svojim istupima "protiv političkih uhapšenika, navlastito Srba". Nakon Prvoga svjetskog rata postaje pouzdanik karađorđevićevskih vlasti te je postao i kotarskim predstojnikom u Sušaku i Crikvenici. Tada se, 1921. godine, istaknuo progonima i kažnjavanjem građana Crikvenice zbog izražavanja hrvatstva. Unatoč svojoj prošlosti u novoj državi brzo je napredovao u karijeri. Bio je šef zagrebačke policije u dva navrata, prvi puta od kraja 1924. do 1926. godine, a drugi puta od travnja 1929. do srpnja 1932. godine. U razdoblju između 1926. i 1929. godine bio je u Beogradu u ministarstvu unutarnjih poslova. Početkom travnja 1929. godine postaje upravnik policije u Zagrebu kada se istaknuo nemilosrdnim progonima svih politički nepodobnih osoba a osobito je bio okrutan prema komunistima i pripadnicima ustaškoga pokreta, napose nakon proglašenja Šestosiječanjske diktature jugoslavenskoga kralja Aleksandra I. Karađorđevića. ↓1 Po svjedočanstvima vlastoručno je mučio svoje uhićenike na policiji. Vodio je zagrebačku policiju u akciji u kojoj su ubijeni Mijo i Slavko Oreški a Janko pl. Mišić izvršio je samoubojstvo, u Samoboru 27. srpnja 1929. godine, te tom prigodom iskoristio zaplijenjene dokumente za veliki proces protiv komunista. Objavio je nekoliko brošura i knjigu Zbirka zakona, naredaba i svih propisa državne uprave: po abecednom i vremenskom redu, a u tekstu "Kultura i narodno jedinstvo" otvoreno je zastupao unitarističku ideologiju. Poznat je po tome što je naredio ubojstvo hrvatskoga povjesničara Milana Šufflaya. Za njegova je mandata uhićen, osuđen i utamničen hrvatski zastupnik Jakov Jelašić, "duša hrvatskog političkog gibanja", koji se od robijanja u zloglasnoj kaznionici u Srijemskoj Mitrovici kronično razbolio i prerano umro.
Janko Bedeković umro je u psihijatrijskoj bolnici u Vrapču, u Zagrebu, 1938. godine.

## Djela
- Neiscrpiva građa za pripravu sokolskih prednjaka, Tiskara Merkantile, Sušak [i. e.] Zagreb, 1922.[12]
- Vježbe na konju za učenice, naraštaj i sokolice, vlast. nakl., Zagreb, 1923.[13] (suautor Dragutin Šulce)[14]
- Vježbe na konju za đake, naraštaj i sokolove, vlast. nakl., Zagreb, 1923. (suautor Dragutin Šulce)[14]
- Zbirka zakona, naredaba i svih propisa državne uprave: po abecednom i vremenskom redu, vlast. nakl., Zagreb, 1926.